# Томич, Неманя
Не́маня То́мич (серб. Немања Томић; 21 января 1988, Крагуевац, СФРЮ) — сербский футболист, полузащитник клуба «Земун». Выступал за сборную Сербии.

## Клубная карьера
Футбольную карьеру начал в 9 лет в родном городе Крагуевац в молодёжном клубе «Раднички», в котором играл до 18 лет. После перешёл в земунский «Телеоптик», а в первые дни января 2009 года переведён в основной состав «Партизана». 4 января 2013 года подписал трёхлетний контракт с «Генчлербирлиги». После трёх лет выступлений в чемпионате Турции Томич перешёл в клуб первой лиги Турции «Гиресунспор». Первый матч за новый клуб он сыграл 21 августа 2016 против «Алтынорду».

## Карьера в сборной
В феврале 2009 года начал выступать за молодёжная сборную Сербии, а 7 апреля 2010 года в товарищеском матче с Японией дебютировал в основной сборной Сербии, забив свой первый гол за сборную страны.

## Достижения
- Чемпион Сербии (1): 2012/13